# Dimentica (Mahmood)
Dimentica è un singolo del cantautore italiano Mahmood pubblicato il 18 gennaio 2016. 
Il brano è stato inserito nella compilation Sanremo 2016, vista la partecipazione del cantante alla manifestazione.

## Descrizione
La canzone è stata scritta dallo stesso cantante durante il 2015, con la quale riesce ad ottenere il primo posto nel concorso canoro Area Sanremo nello stesso anno insieme alla cantautrice siciliana Miele. Il brano è stato prodotto da Marcello Grilli e Francesco Fugazza. 
È stata composta nella metropolitana della città di Milano, precisamente nella fermata di Loreto e vede come tema principale i ricordi del passato. 
Infatti, è una canzone autobiografica che parla della carriera sia personale che musicale.
Il brano esce ufficialmente nelle radio il 18 gennaio 2016. Presenta sonorità elettroniche, soul e R&B.
Durante il tour del 2019 di Mahmood, il Good Vibes Tour ne viene proposta una versione alla pianola.

## Video musicale
Il video ufficiale è stato diretto da Andrea Mattia Grieco ed è stato realizzato in un ex-ospedale psichiatrico nella città di Brianza e pubblicato sulla piattaforma Youtube dell'artista il 25 gennaio 2016.

## Partecipazione a Sanremo
Dopo aver vinto la manifestazione Area Sanremo, il 27 novembre 2015 Mahmood e la sua Dimentica vengono annunciati per la partecipazione nelle Nuove Proposte del successivo Festival di Sanremo. Il brano partecipa al 66º Festival di Sanremo, condotto da Carlo Conti con Gabriel Garko, Virginia Raffaele e Mădălina Ghenea. Dimentica viene presentato durante la terza serata dell'11 febbraio 2016, nella sfida a due contro Michael Leonardi e la sua Rinascerai, dove il brano di Mahmood riesce a guadagnare un posto nella serata finale. Il giorno successivo si classifica quarto, dietro a Francesco Gabbani, Chiara Dello Iacovo e Ermal Meta. A dirigere l'orchestra è il maestro Andrea Rodini.

### Votazioni
Terza serata
Nella sfida a due, Dimentica ha ottenuto:
- Sala Stampa (50%): 73,55%, 1º posto;
- Televoto (50%): 59,58%, 1º posto;
- Media: 66,57%, 1º posto.

Quarta serata
Nella sfida finale a quattro, Dimentica ha ottenuto:
- Giuria degli esperti (30%): 18,75%, 3º posto;
- Giuria demoscopica (30%): 12,67%, 4º posto;
- Televoto (40%): 11,23%, 4º posto;
- Media sui partecipanti: 13,92%, 4º posto.

## Tracce
Testi di Alessandro Mahmoud e musiche di Francesco Fugazza, Marcello Galli e Alessandro Mahmoud.
Download digitale
1. Dimentica – 3:21

## Accoglienza
Il brano è stato apprezzato dalla critica, seppur per giornalettismo.com sia un "pezzo molto singolare, difficile al primo ascolto". Sul palco di Sanremo 2016 ha comunque colpito "per la profondità e per l'interpretazione".